# 妮戈拉·图尔松库洛娃
妮戈拉·图尔松库洛娃（1999年4月4日—），乌兹别克斯坦女子跆拳道运动员，2016年亚洲跆拳道锦标赛女子67公斤级铜牌得主、2018年亚洲跆拳道锦标赛女子67公斤级金牌得主、2018年亚洲运动会女子67公斤级铜牌得主。